# Gil Bellows
Pour les articles homonymes, voir Bellows.
Gil Bellows, né le 28 juin 1967 à Vancouver, en Colombie-Britannique, est un acteur, producteur, scénariste et réalisateur canadien.

## Biographie
Gil Bellows est né à Vancouver, en Colombie-Britannique, au Canada, le 28 juin 1967 d'un père né en Belgique et d'une mère travaillant dans une compagnie aérienne. Il fait ses études à la Magee Secondary School aux côtés de l'actrice Carrie-Anne Moss. Après avoir obtenu son diplôme, il poursuit des études d'acteur à l'American Academy of Dramatic Arts de Los Angeles, en Californie.
En 1994, il interprète le rôle de Tommy Williams dans Les Évadés.
En 1997, il intègre le casting de la série à succès Ally McBeal en tenant le rôle de Billy Thomas pendant 3 saisons.

### Vie personnelle
Il est marié avec l'actrice américaine Rya Kihlstedt. Ils ont deux enfants, un fils et une fille,.

## Filmographie

### Acteur

#### Cinéma
- 1994 : Les Évadés (The Shawshank Redemption) : Tommy
- 1994 : L'Amour et un 45 : Watty Watts
- 1995 : Black Day Blue Night (en) : Hitchhiker Dodge
- 1995 : Miami Rhapsodie (Miami Rhapsody) : Matt
- 1996 : The Substance of Fire (en) : Val Chenard
- 1996 : Looking for Richard : lui-même
- 1997 : Un amour de sorcière : Michael
- 1997 : Blanche-Neige : Le Plus Horrible des contes (Snow White: A Tale of Terror) : Will
- 1997 : The Assistant de Daniel Petrie : Frank Alpine
- 1998 : Judas Kiss : Lizard Browning
- 1999 : Dinner at Fred's : Richard
- 1999 : Say You'll Be Mine : Mason
- 2000 : Une blonde en cavale (Beautiful Joe) : Elton
- 2000 : Insomnies (Chasing Sleep) : Det. Derm
- 2003 : Fast Food High : Dale White
- 2003 : Blind Horizon : Dr Theodore Conway
- 2004 : EMR : Paramedic
- 2004 : How's My Driving : Jimmy
- 2004 : Childstar (en) : Isaac
- 2004 : Pursued : Ben Keats
- 2005 : Keep Your Distance : David Dailey
- 2005 : The Weather Man : Don
- 2008 : The Promotion : Directeur
- 2008 : La Bataille de Passchendaele (Passchendaele) : Michael Dunne
- 2010 : No Limit (Unthinkable) : Agent Vincent
- 2010 : Dolly Parton, ma mère et moi (en) (The Year Dolly Parton Was My Mom) : Phil Gray
- 2010 : Hunt to Kill : Banks
- 2010 : A Night for Dying Tigers : Jack
- 2011 : Girl Walks into a Bar : Emmit
- 2012 : The Samaritan : Bartender Bill
- 2012 : La Maison au bout de la rue (House at the End of the Street) de Mark Tonderai : Weaver
- 2013 : Louis Cyr : L'Homme le plus fort du monde : Fox
- 2013 : Parkland : Dave Powers Conseiller du président
- 2014 : The Calling (en) : Inspecteur Ray Green
- 2014 : Secret d'État : Agent Miller
- 2014 : Leading Lady : Daniel Taylor
- 2016 : Life on the Line : Pok Chop
- 2019 : Scary Stories d'André Øvredal : Turner
- 2021 : Awake de Mark Raso

#### Télévision
- 1991 : New York, police judiciaire, saison 1, épisode 14 (Femmes en péril) : Metzler
- 1995 : Permission d'aimer (Silver Strand) : Brian Del Piso
- 1996 : Radiant City : Bert Kramer
- 1997 à 2000 : Ally McBeal : Billy Allen Thomas
- 2000 : The Courage to Love : Dr Gerard Gaultier
- 2001 : Espions d'État (The Agency) : Matt Callan
- 2001 : La Sirène mutante (Mermaid Chronicles Part 1: She Creature) : Miles
- 2002 : Whitewash: The Clarence Brandley Story : Mike De Guerin
- 2002 : Second String : Dan Heller
- 2003 : Mariés à jamais (1st to Die) : Chris Raleigh
- 2004 : A Bear Named Winnie : Col. John Barret
- 2004 : Zeyda and the Hitman (en) : Jeff Klein
- 2005 : Terminal City (en) (série télévisée) : Ari Sampson
- 2006 : Les derniers jours de la planète Terre (en) (Final Days of Planet Earth) : Lloyd Walker
- 2008 : 24 Heures chrono : Redemption : Frank Tramell
- 2008 : Infected (téléfilm) : Ben Mosher
- 2008 : The Cleaner (série télévisée) - saison 1, épisode 1 : Mickey Efros
- 2009 : Flashforward (série télévisée) - saison 1, épisodes 11, 12 et 20 : Timothy
- 2009 : Smallville (série télévisée) - saison 9, épisodes 19 et 21 : Maxwell Lord
- 2010 : Esprits criminels (série télévisée) - saison 6, épisode 2 : Jeff Joyce
- 2010 : Goblin (téléfilm) : Neil Perkins
- 2011 : True Justice (série télévisée) - saison 1, épisodes 1 et 2 : Nikoli Putin
- 2011 : Les Chassés-croisés de Noël (Trading Christmas) (téléfilm) : Ray
- 2011 : Sanctuary (série télévisée) - saison 4, épisodes 12 et 13 : Caleb
- 2012-2013 : Delete (en) (mini-série)
- 2012 : Vegas (série télévisée) : George Gradi
- 2014 : Falling Skies (série télévisée) - saison 4, épisode 5 : Nick Phillips
- 2015 : Ascension (série télévisée) - saison 1 : Harris Enzmann
- 2016 : Eyewitness : Gabe Caldwel
- 2016 : 22.11.63 : un agent du FBI
- 2019 : The Handmaid's Tale : La Servante écarlate : un médecin
- 2020 : The Twilight Zone : La quatrième dimension (saison 2, épisode 10)
- 2024 : Alert saison 2

### Producteur
- 2005 : Sweet Land (en)

## Voix françaises
En France, Thierry Ragueneau est la voix française régulière de Gil Bellows.
En France
| - Thierry Ragueneau dans : - Ally McBeal (série télévisée) - Espions d'État (série télévisée) - The Practice : Donnell et Associés (série télévisée) - Karen Sisco (série télévisée) - Mariés à jamais (téléfilm) - A Bear Named Winnie (téléfilm) - The Weather Man - 24 Heures chrono : Redemption (téléfilm) - Infected (téléfilm) - Smallville (série télévisée) - Flashforward (série télévisée) - Esprits criminels (série télévisée) - Les Chassés-croisés de Noël - The Calling (en) - Pierre Tessier dans : - Les Évadés - Awake | et aussi - Marc Saez dans Une blonde en cavale - Charles Uguen dans Scary Stories |